# San Andrés Ziróndaro
San Andrés Tziróndaro o simplemente Tziróndaro es una localidad ubicada en el municipio de Quiroga en el Estado de Michoacán.

## Población
Posee un población de 2,418 habitantes. 
| Año  | Habitantes Mujeres | Habitantes hombres | Total habitantes |
| ---- | ------------------ | ------------------ | ---------------- |
| 2020 | 1305               | 1113               | 2418             |
| 2010 | 1286               | 1016               | 2302             |
| 2005 | 1295               | 978                | 2273             |

## Gegografía
San Andrés Ziróndaro está a 2,054 metros de altitud.